# Vita Buivid
Victoria Buivid, más conocida como Vita Buivid (Dnipró, 1962) es una artista y fotógrafa contemporánea ucraniana, residente en Ámsterdam.
Se graduó en el  (ArtEZ University of Arts),Instituto Holandés de Arte y fue residente en la Rijksakademie van Beeldende Kunsten en 2023.
Comenzó a trabajar con animación y pintura después de graduarse en la Universidad Estatal de Dnepropetrovsk en 1988. Se trasladó a Leningrado (actualmente San Petersburgo, Rusia), y más tarde a Moscú y a los Países Bajos.

## Biografía
Buivid nació en Dnepropetrovsk, URSS, ahora Ucrania.  Se ha dedicado al arte contemporáneo desde finales de la década de 1980, inicialmente a la fotografía y al arte basado en la fotografía. A principios de los 90, empezó a añadir a su obra acuarela, óleo, textiles y collage, sin limitarse a la pura impresión.
Desde 1990 ha participado en numerosas exposiciones en todo el mundo. En 1994, Vita recibió una beca de la Fundación CIRC para promover el intercambio cultural entre Rusia y los Países Bajos y trabajó en un proyecto sobre la influencia del arte holandés en la cultura rusa. Con el apoyo de la Universidad de Rutgers, viajó a Nueva York para trabajar en un proyecto fotográfico, y también se vio influida por la fotografía de moda y comenzó a trabajar con revistas de moda locales a su regreso a Rusia. En 2000 recibió una beca del Ayuntamiento de París y pasó dos meses en la residencia de la Cité internationale des arts trabajando en el proyecto «Paris. Red» y produjo un libro de artista de edición limitada.
En las décadas de 1990 y 2000, Buivid fue considerada una de las feministas más avanzadas del arte ruso. Los proyectos más destacados de los últimos años han sido la serie «How I Spent My Summer» (Cómo pasé el verano), nominada al Premio Kandinsky en 2009, en la que combina imágenes de collage de relajación pacífica con una invasión militar, y «Peonymania», de 2013. Ambos proyectos se basan en una historia familiar cuidadosamente guardada, descubierta e interpretada por la artista.

## Exposiciones

### Exposiciones individuales seleccionadas
- 2022 – TEXTO/TEXTIL; no (demasiado) viejo/no (demasiado) joven, Hotel Maria Kapel, Hoorn
- 2017 – Fragmentos,[7] Galería RuArts, Moscú
- 2017 – Retrato familiar en un interior, We-Fest, Centro cultural urbano, Perm, Rusia
- 2016 – Mi amor no es una voluta de humo,[8] Museo de Arte Moderno de Moscú
- 2013 – Peonymania,[9] Galería RuArts, Moscú
- 2013 – Reservoir Dogs, galería AL, San Petersburgo
- 2013 – Acta de estado civil, Galería Karas, Kiev
- 2011 – Días de trabajo, Museo de Historia de la Fotografía, San Petersburgo
- 2010 – Ámame como yo te amo,[10] Galería Karas, Kiev
- 2008 – Cómo pasé mi verano, galería de proyectos ARTStrelka, Moscú
- 2007 – Fotografía de prendas de punto,[11] Bienal “Moda y estilo en la fotografía”, Museo de Arte Moderno de Moscú
- 2006 – Familia, Museo del Sueño Freud, San Petersburgo

### My love is not a wisp of smoke, 2016 – retrospectiva

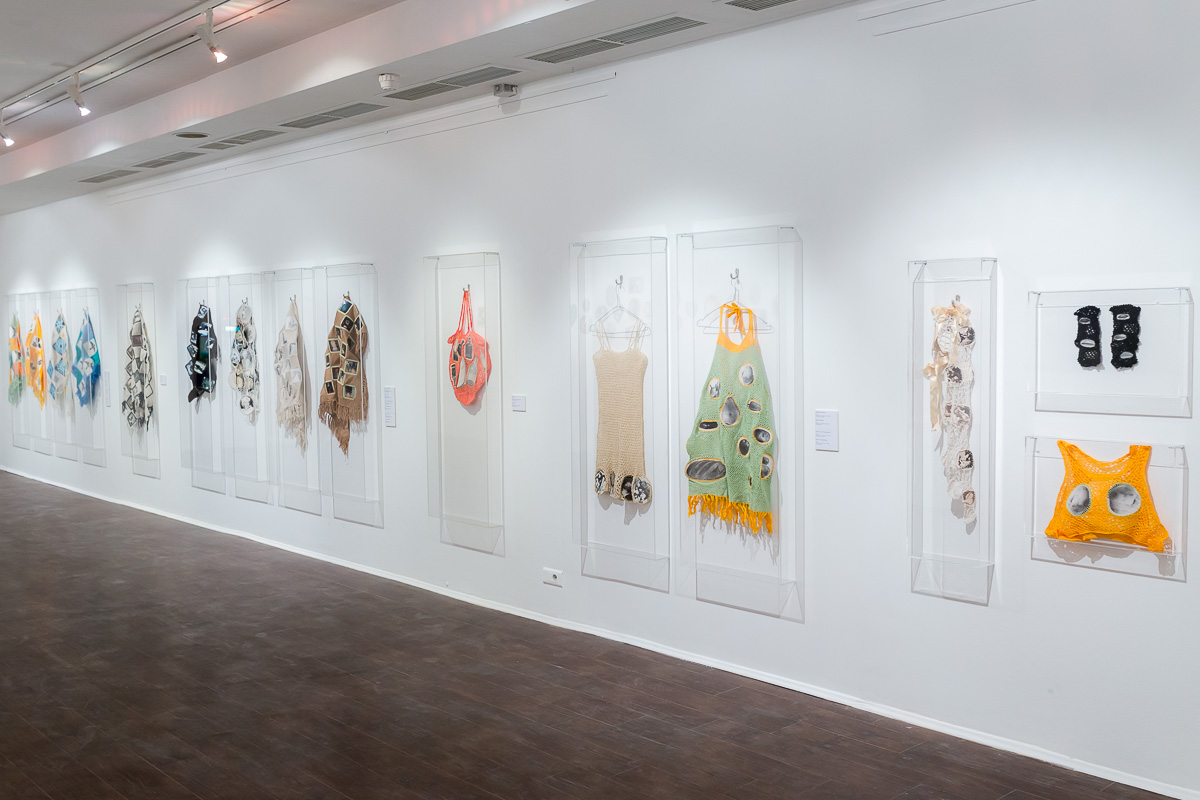
Retrospectiva de Vita Buivid en el Museo de Arte Moderno de Moscú, 2016 – vista de la exposición

En 2016, el Museo de Arte Moderno de Moscú y la Fundación RuArts de Arte Contemporáneo presentaron la primera exposición retrospectiva de Vita Buivid, que ocupó cinco plantas de la sede del museo en la calle Ermolaevsky, 17 y contenía proyectos creados por la autora desde principios de la década de 1990 hasta la actualidad. Fue la primera vez que la obra de la artista se presentaba de forma tan completa. Las obras de la artista pueden atribuirse al arte basado en la fotografía. Sin embargo, en cada ocasión, el artista logra trascender los límites del género. En sus obras, la estética se une a la expresiva e inacabada fotografía «democrática». Sin embargo, esta forma está llena de un contenido profundo de diferentes niveles de percepción. Cada serie de la artista es una narración social y cultural, que revela detalles del estilo de vida bohemio, conflictos familiares, experiencias personales, que se convierte en una investigación a gran escala, capaz de trasladar al espectador de la madurez emocional a la existencial.

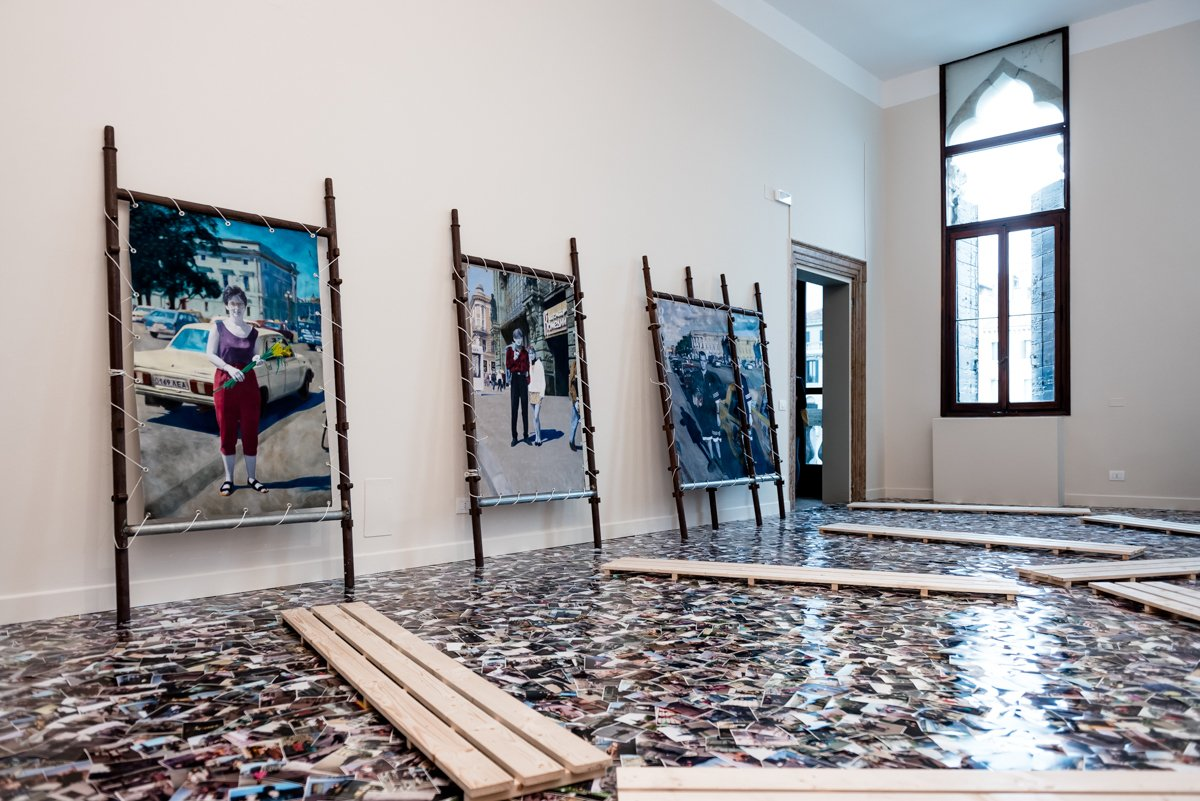
Vita Buivid, instalación Nevsky Ave en la exposición colectiva Personal Structures en el Palazzo Bembo, Venecia, 2017

### Exposiciones colectivas seleccionadas
- 2023 – Galatea Kunstprijs, Museo de Dordrecht
- 2018 – Mujeres en el trabajo: subvirtiendo lo femenino en la Rusia postsoviética,[14] [15] White Space Gallery, Londres
- 2017 – Estructuras Personales, Centro Cultural Europeo, Palazzo Bembo, Venecia
- 2017 – Demasiado como no suficiente,[16] Galería Shtager, Londres
- 2016 – Sfumato,[17] Galería Arkaniya, Tbilisi, Georgia
- 2015 – GUERRA/ELLA, Járkov, Ucrania
- 2014 – Paisaje ucraniano,[18] Arsenal Mystetskyi, Kiev
- 2013 – La cena está servida, Museo Estatal Ruso, San Petersburgo
- 2013 – ARCHSTOYANIE,[19] Land art festival, Óblast de Kaluzhskaya, Rusia
- 2012 – Anónimo, Museo de Arte Contemporáneo de Perm (PERMM), Rusia
- 2012 – FotoFest 2012 Bienal: Fotografía rusa contemporánea,[20] Houston, TX, EE. UU.
- 2012 – Straight Look – Fotografía contemporánea de Europa del Este,[21] galería pop/off/art, Berlín
- 2011 – INDEPENDIENTE: nuevo arte del nuevo país 1991–2011,[22] Mystetskyi Arsenal, Kiev
- 2010 – ŽEN d'ART. La historia de género del arte en el espacio postsoviético: 1989-2009,[23] Museo de Arte Moderno de Moscú

## Premios y colecciones
Buivid fue preseleccionado para el Premio Kandinsky en 2009 y 2017 y para el Premio de Arte Moderno Sergey Kuryokhin en 2012 y 2013.
Las obras de los artistas se encuentran en colecciones privadas y de museos, como: Casa de Fotografía de Moscú, Museo Estatal Ruso, San Petersburgo ; Fundación RuArts, Moscú; Museo de Arte Contemporáneo Kiasma, Helsinki; Colección Forbes, Fundación Navigator, Boston ; la Colección Comun Mőlndal, Suecia; el Centro Harry Ransom de la Universidad de Texas, Austin y otros.
Algunas de las obras de Buivid ya se encuentran en el mercado secundario de arte y han sido presentadas por importantes casas de subastas, como Sotheby's, Bonhams y Vladey.

## Transcripciones de nombres
El nombre de la artista Vita Buivid ha sido transcrito de diversas maneras del cirílico (Вита Буйвид), y el apellido también puede escribirse como Buyvid, Bujvid o Bouivid; mientras que las variaciones del nombre incluyen Victoria o Viktoria; y posibles combinaciones de los anteriores.